# C̆
Cette page contient des caractères spéciaux ou non latins. S’ils s’affichent mal (▯, ?, etc.), consultez la page d’aide Unicode.
C̆ (minuscule : c̆), appelé C brève, est une lettre additionnelle utilisée dans l’écriture du jaraï. Elle est aussi utilisée dans la romanisation ISO 9.
Elle est formée d'un C diacrité par une brève.

## Représentations informatiques
Le C brève peut être représentée avec les caractères Unicode suivants :
- décomposé et normalisé (latin de base, diacritiques)[1],[2] :

| formes    | représentations | chaînes de caractères | points de code | descriptions                                |
| --------- | --------------- | --------------------- | -------------- | ------------------------------------------- |
| capitale  | C̆               | C◌̆                    | U+0043 U+0306  | lettre majuscule latine c diacritique brève |
| minuscule | c̆               | c◌̆                    | U+0063 U+0306  | lettre minuscule latine c diacritique brève |